# Châteauneuf-la-Forêt
Châteauneuf-la-Forêt (auf Okzitanisch Chasteu Nuòu) ist eine französische Gemeinde mit 1.536 Einwohnern (Stand: 1. Januar 2022) im Département Haute-Vienne in der Region Nouvelle-Aquitaine. Die Gemeinde gehört zum Arrondissement Limoges und zum Kanton Eymoutiers. Die Einwohner werden Castelneuviens genannt.

## Geographie
Châteauneuf-la-Forêt liegt etwa 30 Kilometer ostsüdöstlich von Limoges. Umgeben wird Châteauneuf-la-Forêt von den Nachbargemeinden Neuvic-Entier im Norden, Sainte-Anne-Saint-Priest im Osten, Sussac im Süden und Südosten, La Croisille-sur-Briance im Süden, Saint-Méard im Südwesten sowie Linards im Westen.

## Bevölkerungsentwicklung
| 1962                      | 1968 | 1975 | 1982 | 1990 | 1999 | 2006 | 2012 |
| ------------------------- | ---- | ---- | ---- | ---- | ---- | ---- | ---- |
| 2101                      | 2098 | 2169 | 1984 | 1805 | 1613 | 1616 | 1640 |
| Quelle: Cassini und INSEE |      |      |      |      |      |      |      |

## Sehenswürdigkeiten
- Dolmen de Sainte-Marie Monument historique seit 1984
- Kirche Sainte-Marie-la-Claire aus dem 19. Jahrhundert

## Persönlichkeiten
- Eugène Mordant (1885–1959), Divisionsgeneral